# Етос
Етос (грец. εθος — звичай або грец. ηθος — вдача, характер, темперамент) — узагальнена характеристика культури певної соціальної спільноти, яка виражена в системі її панівних цінностей і норм поведінки.
Втілюваний і обов'язковий у соціальній групі, суспільстві чи суспільній категорії чітко визначений набір ідеальних культурних взірців (ідеалів). Через залучення в реалізацію цих еталонів поведінки чіткіше окреслюються цінності відповідної групи, формується та відтворюється стиль життя.
У соціологію це поняття ввів Макс Вебер, описавши завдяки йому певний спосіб життя конкретних соціальних груп.
Попри те, що це поняття формально описує усталені способи дій конкретних соціальних груп чи суспільств, воно не є послідовно застосовуване для опису форм поведінки в групах, що порушують суспільні норми, прийняті у відповідному суспільстві (наприклад, організовані злочинні угруповання).